# スミス数
スミス数（すみすすう、Smith number）とは合成数で、その素因数の各位の数字の和の合計がもとの数の各位の数字の和に等しい数のことである。
例えば166は 2 × 83 なので素因子の各位の数字の和の合計は 2 + 8 + 3 = 13 となり、一方もとの166の各位の数字の和は 1 + 6 + 6 = 13 と前者に等しいので166はスミス数である。648 = 23 × 34 のように素因数分解したとき指数が現れる数の場合、素因子の和は 2 ×3（指数） + 3 × 4（指数）のように計算する。スミス数は無限にあり、そのうち最小のものは4である。素数はスミス数ではない。
4, 22, 27, 58, 85, 94, 121, 166, 202, 265, 274, 319, 346, 355, 378, 382, 391, 438, 454, 483, 517, 526, 535, 562, 576, 588, 627, 634, 636, 645, 648, 654, 663, 666, 690, 706, 728, 729, 762, 778, …（オンライン整数列大辞典の数列 A006753）

100000以下の自然数のうちスミス数は3294 個あり、同じく、100000以下の自然数のうち素数は9592個である。よって、素数よりもスミス数の方が少ないと言える。さらに、100000以下のスミス数3294 個のうち、1292個が半素数である。
なお、1000000以下の自然数のうち29928個がスミス数である。

スミス数が無限にあることは1987年にW.L. McDanielによって証明された。また回文数のスミス数も無数に存在する。

## 名前の由来
スミス数という名前はAlbert Wilanskyによって名付けられた。彼の義理の兄Harold Smithの電話番号4937775がスミス数の性質をもつことに由来する。(4937775 = 3 × 52 × 65837 , 4 + 9 + 3 + 7 + 7 + 7 + 5 = 3 + 5 × 2 + 6 + 5 + 8 + 3 + 7)